# 被菊属
被菊属（学名：Chlamydites）是菊科下的一个属。该属仅有被菊（Chlamydites prainii）一种，产自中国西藏。